# 戊申順化屠殺

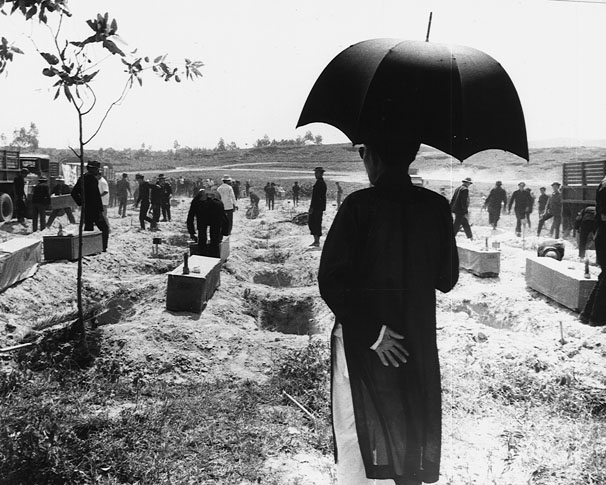
順化屠殺中三百名受難者被埋葬

戊申順化屠殺，是越南戰爭中1968年1月30日開始的「春節攻勢」期間，越南南方民族解放阵线和北越軍隊在順化戰役對平民的大規模屠殺。被殺的平民包括男人、女人、兒童與嬰兒。事後挖出的屍體有2,810具，死亡人數估計2,800－6,000人。
顺化战役后上任的越南南方共和国司法部长張如磉意識到必须要安抚人民的恐惧，因为“大批的人被处决了”“战斗中的纪律非常地差”“人民知道我们处决了被俘的美国兵以及几个非战斗员的外国人”。北越第一副總理黃晉發聲稱屠殺不是北越的命令，而是當地越共指揮官的決定。